# Jacqueline Daane-van Rensburg
Jacqueline Daane-van Rensburg, née le 17 décembre 1937 au Cap, est une militante antiraciste sudafricaine blanche qui s'implique dans l'opposition à l'apartheid. Après avoir adopté un enfant noir muet et aidé des Noirs à diverses reprises, elle s'exile aux Pays-Bas, puis en Nouvelle-Zélande, où elle poursuit son combat.
Elle rentre en Afrique du Sud en 2004.

## Biographie

### Jeunesse et premières actions
Elle naît le 17 décembre 1937 au Cap. Ses ennuis avec les autorités débutent en 1956, quand elle adopte un enfant noir muet et décide de l'envoyer dans une école spécialisée à Worcester, un quartier du Cap. La police la force à déménager, de plus, son époux et elle perdent leurs emplois.
Installée à Claremont, elle a rapidement des ennuis de nouveau, en 1958, elle porte plainte contre un policier après l'avoir vu battre un homme noir,. Après ces événements, Daane-van Resburg doit déménager de nouveau. En 1959, elle aide un indien renversé par une voiture et reçoit un avertissement de la police de Claremont. L'année suivante, la sudafricaine est mise en joue par la police après avoir donné accès à son eau à des personnes noires pendant une manifestation,.

### Exil
Elle choisit de s'exiler en 1960 avec sa famille, et rejoint les Pays-Bas, où elle se met immédiatement en contact avec le mouvement anti-apartheid. Daan-van Resburg se rend ensuite un certain temps en Nouvelle-Zélande, où elle organise des groupes anti-apartheid et est en contact avec plusieurs premiers ministres du pays,, notamment pour faire annuler le Springbok tour,.

### Retour
Après la fin de l'apartheid, elle est autorisée à rentrer en Afrique du Sud en 2004,. Le 27 mars 2009, elle reçoit l'ordre de Luthuli, pour « sa position courageuse contre le gouvernement de l'apartheid et sa campagne inlassable pour la libération de l'Afrique du Sud sur les plateformes internationales ».